# Chien-Shiung Wu

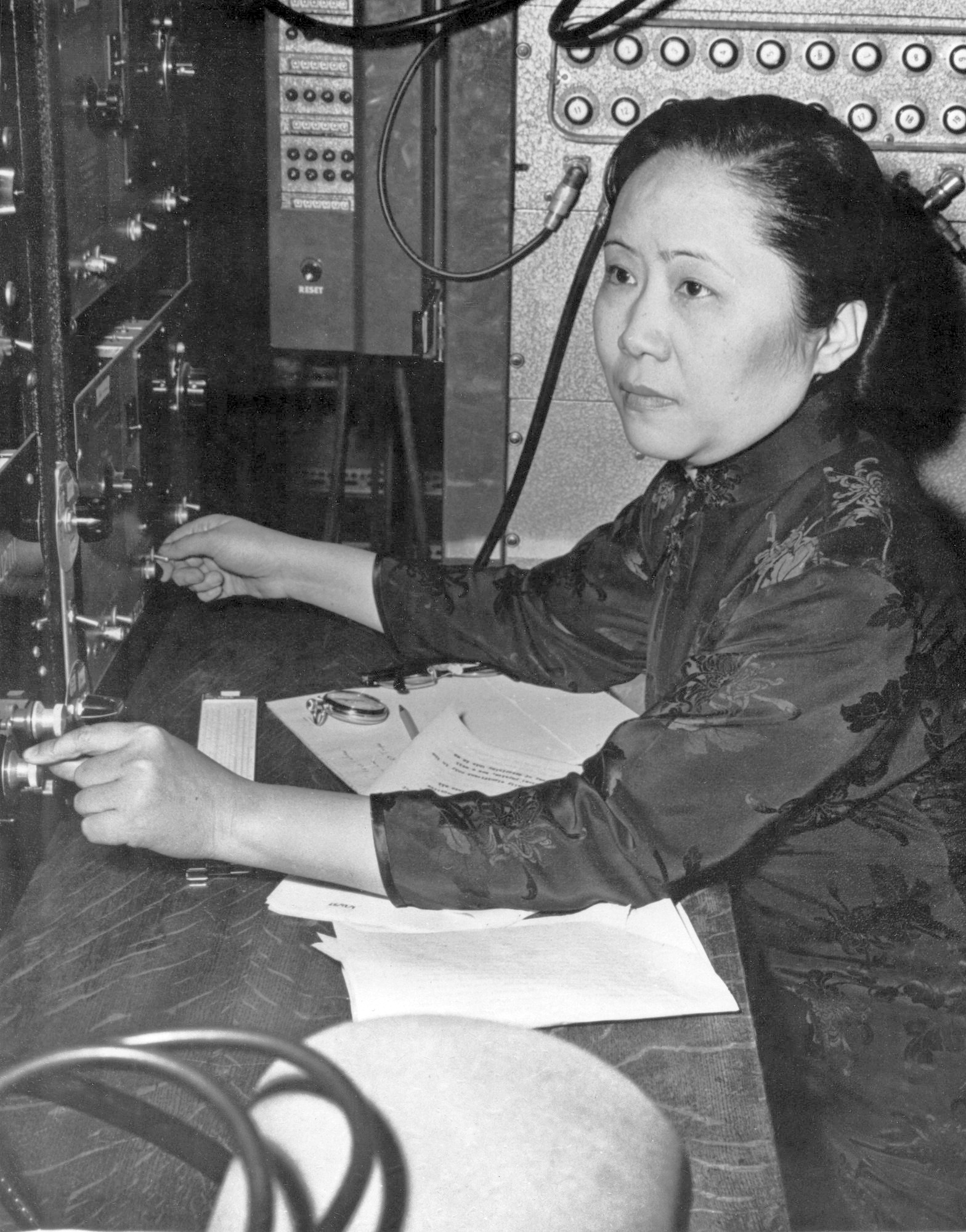
Chien-Shiung Wu

Chien-Shiung Wu (chinesisch 吴健雄, Pinyin Wú Jiànxíong; * 31. Mai 1912 in Liuhe, Taicang (in der Nähe von Shanghai), Republik China; † 16. Februar 1997 in New York City, Vereinigte Staaten) war eine chinesisch-amerikanische Physikerin, die einen bedeutenden Beitrag auf dem Gebiet der experimentellen Kern- und Teilchenphysik leistete. Sie ist vor allem bekannt für das Wu-Experiment, das den Nachweis der Paritätsverletzung bei schwachen Wechselwirkungen lieferte.

## Leben und Leistungen
Chien-Shiung Wu war die Tochter der Lehrerin Fanhua Fan und des Ingenieurs Zhong-Yi Wu und wuchs in Liuhe in der Provinz Jiangsu auf. Ihr Vater hatte eine der ersten Schulen für Mädchen in China gegründet, an der auch seine Tochter unterrichtet wurde. Sie interessierte sich schon früh für Mathematik und naturwissenschaftliche Fächer und wurde darin von ihren Eltern unterstützt.
Sie verließ ihre Heimat nach ihrem Physik-Studium an der Nationalen Universität in Nanjing (Abschluss 1934) im Alter von 23 Jahren 1936, um an der Universität von Kalifornien in Berkeley 1940 zu promovieren. Dort arbeitete sie bei Ernest Orlando Lawrence. In Berkeley lernte sie ihren chinesischen Kollegen Luke Chia-Liu Yuan (1912–2003) kennen, den sie 1942 heiratete und mit dem sie einen Sohn (Vincent Yuan) bekam, der ebenfalls Physiker wurde. Ihr Ehemann stammte aus Peking und war ein Enkel des ersten chinesischen Präsidenten Yuan Shikai. Er arbeitete am Brookhaven National Laboratory.
Ab 1943 forschte und lehrte Chien-Shiung Wu an der Columbia University in New York und war bis 1944 am Manhattan-Projekt zum Bau der Atombombe beteiligt mit Untersuchungen über Isotopentrennung durch Gasdiffusion. Von 1946 bis 1952 beschäftigte sie sich mit dem Beta-Zerfall. 1952 war sie Associate Professor und 1958 mit einer vollen Professur an der Columbia University. 1973 wurde sie dort Pupin Professor of Physics. Im selben Jahr war sie als erste Frau Präsidentin der American Physical Society. 1980 ging sie in den Ruhestand.
Chien-Shiung Wu, der zahlreiche Wissenschaftspreise und Ehrendoktorwürden verliehen wurden, lebte nach ihrer Emeritierung zurückgezogen unter dem Namen ihres Mannes in New York. Sie starb am 16. Februar 1997 im Alter von 84 Jahren an den Folgen eines Schlaganfalls. Beigesetzt wurde sie nach eigenem Wunsch in der Schule in Taicang, die von ihrem Vater gegründet und in der sie zur Schule gegangen war.

## Forschungsschwerpunkte
Ende 1956 gelang Chien-Shiung Wu in dem nach ihr benannten Wu-Experiment (durchgeführt am National Bureau of Standards) der Nachweis der Paritätsverletzung bei schwachen Wechselwirkungen und damit der empirische Nachweis für die Hypothese von Tsung-Dao Lee und Chen Ning Yang. Diese hatten im selben Jahr die Theorie veröffentlicht, dass in der Elementarteilchenphysik eine Vertauschung von rechts und links einen Unterschied machen kann, d. h. bei einer räumlichen Spiegelung müssen Original und Spiegelbild nicht immer ununterscheidbar sein (Paritätsverletzung). Dabei hatten sie auch mehrere spezielle Experimente vorgeschlagen. Die Entdeckung der Paritätsverletzung im Experiment von Wu wurde kurz darauf durch andere Gruppen bestätigt (unter anderem durch Leon Max Lederman, Richard Garwin, Vince Telegdi).
Als Lee und Yang im folgenden Jahr den Nobelpreis für Physik erhielten, meinten viele Fachleute, dass Chien-Shiung Wu zu Unrecht leer ausgegangen sei. Der Grund wurde in der überkommenen Missachtung der experimentellen gegenüber der theoretischen Physik gesehen. 2013 wurde diese Vernachlässigung in der Zeitschrift National Geographic als Beispiel von einer von sechs Wissenschaftlerinnen mit bahnbrechender Forschung genannt, die aufgrund von Sexismus in den Naturwissenschaften der ihnen zustehenden Anerkennung verlustig gingen. Andererseits erhielt sie zahlreiche hohe Auszeichnungen.

## Ehrungen und Auszeichnungen
Wu erhielt den Comstock-Preis für Physik (1963), die National Medal of Science (1975), den Wolf-Preis in Physik (1978) und die Pupin Medaille der Columbia University. Sie war Mitglied der National Academy of Sciences (1958), der Royal Society of Edinburgh (1969), der American Academy of Arts and Sciences (1973) und der American Philosophical Society (1981).

## Schriften
- mit S. A. Moszkowski: Beta Decay, Interscience 1966.
- Herausgeberin mit Vernon Hughes: Muon Physics, 3 Bände, Academic Press 1975–1977.
- Wu, E. Ambler, R. W. Hayward, D. D. Hoppes, R. P. Hudson: Experimental test of parity violation in beta decay, Physical Review, Band 105, 1957, S. 1413–1414.